# Vuurol
Vuurol is een locatietheaterfestival in de bossen van Lage Vuursche. 
Vuurol is een kleinschalig theaterfestival dat voor het eerst werd gehouden in 2009. Het was een succes bij spelers en bezoekers. Sindsdien vindt het festival jaarlijks plaats tijdens beide Pinksterdagen en altijd op diverse plekken rond dagrecreatieterrein de Kuil van Drakenstein. De artistieke leiding van het productieteam is in handen van Jeannette Groenewoud. 
Theatervormen en andere kunstvormen worden gecombineerd met muziek, dans en beeldende kunst. Doel is om toeschouwers een belevenis te laten hebben waarbij de natuur vanuit een ander perspectief wordt ervaren.
Een deel van de performances wordt ingevuld door studenten van de Hogeschool voor de Kunsten in Utrecht. Het programma beslaat altijd minimaal twee dagen. De Theaterwandeling werd al eens 's nachts gehouden. 
De korte voorstellingen en acts worden elke jaar rondom een ander thema gemaakt.
Thema's door de jaren heen
- 2019:Uitpluizen
- 2018: Stroom
- 2017: Oase
- 2016: Kantelpunt
- 2015: Sporen
- 2014: Vogelvrij
- 2013: Onkruid [2]
- 2012: Wild
- 2011: Metamorfose
- 2010: Beleven
- 2009: -